# Androdon
Androdon is een geslacht van vogels uit de familie kolibries (Trochilidae) en de onderfamilie Polytminae. Het geslacht telt één soort:
- Androdon aequatorialis  – Tandsnavelkolibrie